# João Paulo II repülőtér
A João Paulo II repülőtér (IATA: PDL, ICAO: LPPD) Portugália egyik nemzetközi repülőtere, amely Ponta Delgada közelében található. Éves utasforgalma 1 853 237 fő (2017).
Nevét II. János Pál pápa után kapta.

## Pályák
A repülőtér futópályái:
- 12/30

## Forgalom
Az utasforgalom az elmúlt években az alábbi módon változott:
| Utasok száma | 835 022 | 909 682 | 921 727 | 931 350 | 891 572 | 982 614 | 1 518 954 | 1 909 497 | 634 905 | 2 077 466 |
|              | 2004    | 2006    | 2008    | 2010    | 2012    | 2014    | 2016      | 2018      | 2020    | 2022      |